# 今天決定我愛你
是一部於2021年上映的韓國浪漫愛情電影。這是導演洪智暎的作品，由金剛于、劉寅娜、柳演錫、李沇熹、李東輝、陳都靈、廉惠蘭、崔秀英及劉台午所領銜主演，原本韓國於2020年12月30日上映，但由於當地疫情嚴重而延後至2021年2月10日上映，香港上映時間確定為2021年3月4日，台灣上映時間確定為2021年3月12日。

## 演員陣容

### 主要人物
- 飾演 姜志皓
- 劉寅娜 飾演 孝英
- 柳演錫 飾演 宰憲
- 李沇熹 飾演 真雅
- 李東輝 飾演 龍燦，龍美的弟弟。
- 陳都靈 飾演 姚琳
- 廉惠蘭 飾演 龍美，龍燦的姐姐。
- 秀英 飾演 五月
- 劉台午 飾演 來煥

### 其他人物
- 藝秀晶 飾演 惠心，五月的母親。
- 李準赫 飾演 安教練
- 趙漢哲 飾演 尹代表
- 安世河 飾演 白警長，姜志皓的同事。
- 宋尚恩 飾演 宋警官
- 李智荷（朝鲜语：이지하） 飾演 滑雪場經理
- 權吳京 飾演 李江白
- 朴江燮（朝鲜语：박강섭） 飾演 採訪記者
- 金敏書 飾演 志皓的女兒
- 陳雨珍 飾演 Chen

### 友情出演
- 金志映 飾演 南山塔圍巾女子
- 徐賢宇 飾演 孝英的丈夫
- 南寶拉 飾演 孝英的鄰居

### 特别出演
- 羅美蘭 飾演 美蘭，婚姻博士，和龍美視訊的好友。
- 孫鐘鶴 飾演 植物批發商
- 丁奎秀 飾演 房產中介
- 金光奎 飾演 警察署民怨室長
- 崔始源 飾演 真雅的前男友
- 金釉利 飾演 志皓的前妻
- 吳尚津 飾演 電台DJ、記者

## 外部連結
- 互联网电影数据库（IMDb）上《新年前夕》的资料（英文）
- NAVER上《今天決定我愛你》的資料
- Daum上《今天決定我愛你》的資料